# Sarah Butler (Bassistin)
Sarah Butler (* in Ontario) ist eine kanadische Bassistin. Bekannt wurde sie als Mitglied der Surf-Rock-Band The Surfrajettes aus Toronto.

## Leben und Karriere
Butler spielte zunächst Kontrabass in der Rockabilly-Szene. Sie gehörte zur Band The Millwinders sowie zu einer Formation namens Real Gone, bevor sie zum E-Bass wechselte.
2017 schloss sie sich den Surfrajettes an, die Ende 2015 in Toronto gegründet worden waren. Butler ersetzte die ursprüngliche Bassistin Linda noch vor den ersten Veröffentlichungen der Band. Im Unterschied zum Rockabilly betonte sie, dass die Basslinien im Surf-Rock melodischer und komplexer seien.
Mit den Surfrajettes erreichte Butler 2018 internationale Bekanntheit, als ein Live-Video der Band mit einer Surf-Instrumentalversion des Britney-Spears-Hits Toxic viral ging. Noch im selben Jahr erschien die Single Party Line / Toxic beim Indie-Label Hi-Tide Recordings. 2019 folgte eine erste Tournee an der US-Westküste mit Auftritten beim Tiki Oasis Festival in San Diego und auf der Beach Boys Cruise.
2022 erschien das Debütalbum Roller Fink, das neben Eigenkompositionen auch Neuinterpretationen von She Loves You (The Beatles) und Heart of Glass (Blondie) enthielt. Im Oktober 2024 folgte das zweite Album Easy as Pie.

## Diskografie (mit The Surfrajettes)
- 2017: The Surfrajettes (EP)
- 2018: Party Line / Toxic (Single)
- 2022: Roller Fink (Album)
- 2024: Easy as Pie (Album)